# Sommer-Deaflympics 1993/Badminton
Bei den Sommer-Deaflympics 1993 in Sofia wurden sechs Wettbewerbe im Badminton ausgetragen.

## Medaillengewinner
| Disziplin    | Gold | Silber                                                                                              | Bronze |
| ------------ | --- | --------------------------------------------------------------------------------------------------- | --- |
| Herreneinzel | Rajeev Bagga | Teh Cheang Hock                                                                                     | Sandeep Singh Dhillon |
| Dameneinzel  | Karin Arboe Jensen | Bente Andersen                                                                                      | Marie Karlsson |
| Herrendoppel | Rajeev Bagga Sandeep Singh Dhillon | Leon Vis Rudo Rijken                                                                                | Martin Lawrence Bogard John Kenneth Lilley                                                                                                 |
| Damendoppel  | Karin Arboe Jensen Birgitte Worsøe Nielsen | Andrea Mary Elizabeth Hardwick Angela Nicola Sterne                                                 | Lesley Newby Fiona Wilson |
| Mixed        | Rajeev Bagga Panna M. Kapadia | Teh Cheang Hock Tan Seok Kean                                                                       | Janne Ågren Marie Karlsson |
| Mannschaft   | Indien (Rajeev Bagga, Sandeep Singh Dhillon, Samir Kesarinath Chogle, Dynanda Gajanan Date, Panna M. Kapadia, Girish Pai, Rajinishree Prem Thota) | Niederlande (Hans Bakker, Elles Michels, Rudo Rijken, Casparina van Beek, Nancy van Beek, Leon Vis) | Dänemark (Karin Arboe Jensen, Birgitte Worsøe Nielsen, Michael Borup Jensen, Jannich Tanghus Andersen, Jens Bertelsen, Henrik Roar Hansen) |